# Mikroalbuminuria
Mikroalbuminuria – objaw chorobowy polegający na wydalaniu z moczem niewielkich ilości białka, jako diagnostyczne przyjęto wartości wydalania 30–300 mg/d lub 20–200 mg/l albumin. Wydalanie wraz z moczem niewielkich ilości albumin ma znaczenie diagnostyczne i prognostyczne.
Obecnie jest terminem przestarzałym. Oznaczenie stężenia albuminy w jednorazowo pobranej próbce moczu pozostaje badaniem przesiewowym (za wynik dodatni przyjmuje się stężenie albumin w moczu > 20 mg/l). Badaniem diagnostycznym jest badanie szybkości wydalania albuminy (AER, albumin excretion rate) na podstawie oznaczenia stężenia albuminy w próbce moczu ze zbiórki 24-godzinnej lub nocnej. Parametr AER można również ocenić za pomocą wskaźnika albumina/kreatynina wyliczanego na podstawie wyników oznaczeń w jednorazowo pobranej próbce moczu. Zależnie od wielkości AER posługujemy się terminologią:
| Kategoria        | Przygodna próbka moczu [μg/mg kreatyniny] — badanie przesiewowe | Wydalanie albuminy [μg/min] — zbiórka moczu, badanie diagnostyczne |
| ---------------- | --------------------------------------------------------------- | ------------------------------------------------------------------ |
| Normoalbuminuria | < 30                                                            | < 20                                                               |
| Albuminuria      | 30–299                                                          | 20–200                                                             |
| Jawny białkomocz | ≥ 300                                                           | > 200                                                              |

## Znaczenie
- wskaźnik subklinicznego schorzenia układu krążenia
- wskaźnik dysfunkcji śródbłonka
- ważny wskaźnik prognostyczny uszkodzenia nerek
  - w cukrzycy
  - w nadciśnieniu tętniczym
- wzrost mikroalbuminurii podczas pierwszych 48 godzin po przyjęciu do oddziału intensywnej terapii wskazuje na zwiększone ryzyko ostrej niewydolności oddechowej, zespołu niewydolności wielonarządowej i śmiertelności całkowitej.

Do wykrywania mikroalbuminurii stosuje się metody radioimmunologiczne i immunochemiczne. W celu ilościowego oznaczenia stężenia albuminy w moczu stosuje się metodę immunonefelometryczną. Mikroalbuminuria w przebiegu cukrzycy leczona jest między innymi antagonistami ARB (angiotensyny II). Skuteczne są rówienż inne leki np. z grupy ACEI.